# Let Me Go (canção de Hailee Steinfeld e Alesso)
"Let Me Go" é uma música da cantora norte-americana Hailee Steinfeld e do DJ também produtor sueco Alesso, com participação do cantor de música country duo Florida Georgia Line e o cantor-compositor Andrew Watt. A canção foi escrita por Ali Tamposi, Brian Lee, Jamie Lidell, Alesso e Watts, com produção por parte dos dois. A canção foi lançada através da Republic Records em 8 de setembro de 2017.

## Background
Em 5 de setembro de 2017 a Republic Records confirmou a próxima colaboração, também revelou o seu lançamento e data nas rádios. Em 7 de setembro de 2017 Steinfeld postado uma reflexão sobre sua rede social, anunciando oficialmente a data do lançamento da música.

## Recepção crítica
David Rishty, da Billboard, chamou a música de uma "colaboração impressionante", e sentiu que "tem todos os ingredientes certos para que suas letras sejam rapidamente enfiadas na sua cabeça". Kat Bein, da mesma publicação, julgava "uma balada pop pronta para rádio", "uma música de dissolução bem-humorada com pop e country crossover". Ele opinou que "goteia com notas de coco tropicais com vocais centrais de Steinfeld e um forte backup do Florida Georgia Line", e soa semelhante à canção do Kygo de 2016 "Carry Me". Brittany Provost, da EDMTunes, chamou de "uma trilha surpreendentemente muito cativante e otimista". Kelly Brickey, do Sounds Like Nashville, sentiu que "é um bolo como o próximo grande sucesso do clube com FGL e Steinfeld trocando versos por uma música de amor".

## Histórico de lançamento
| Região         | Data                   | Formato                | Gravadora | Ref.  |
| -------------- | ---------------------- | ---------------------- | --------- | ----- |
| Vários         | 8 de setembro de 2017  | Download Digital       | Republic  |       |
| Estados Unidos | 12 de setembro de 2017 | Contemporary hit radio | Republic  | [ 7 ] |
| Itália         | 29 de setembro de 2017 | Contemporary hit radio | Universal | [ 8 ] |